# Казанка (Балтачевський район)
Каза́нка (рос. Казанка, башк. Казанка) — присілок у складі Балтачевського району Башкортостану, Росія. Входить до складу Кундашлинської сільської ради.
Населення — 11 осіб (2010; 36 2002).
Національний склад:
- росіяни — 94 %